# Richard Manuel

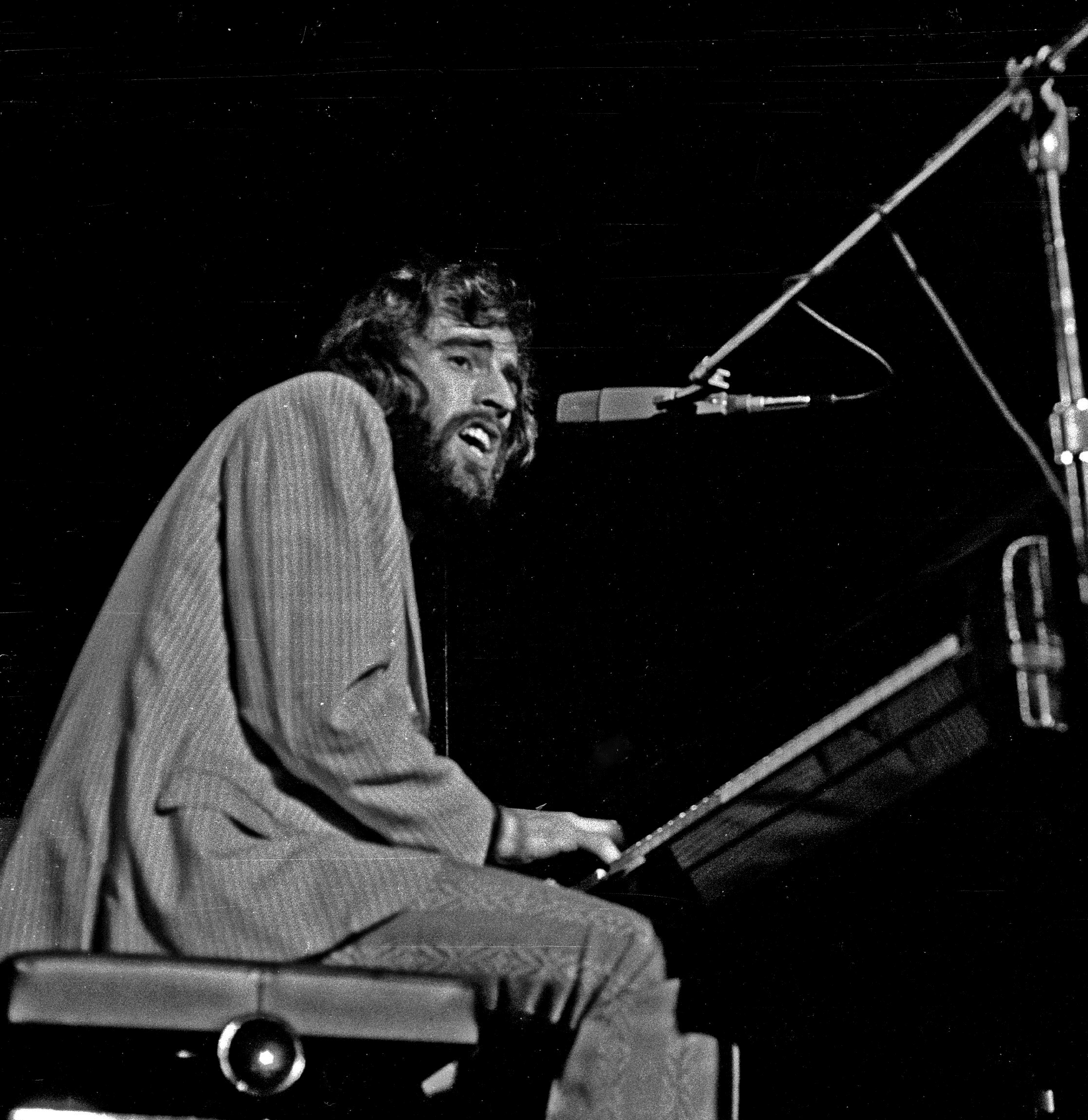
Richard Manuel, 1971

Richard George Manuel (Stratford (Ontario), 3 april 1943 – Winter Park (Florida), 4 maart 1986) was een Canadese pianist, rockzanger en songwriter die deel uitmaakte van The Band, een Canadees-Amerikaanse rockband.

## Biografie

### Eerste jaren

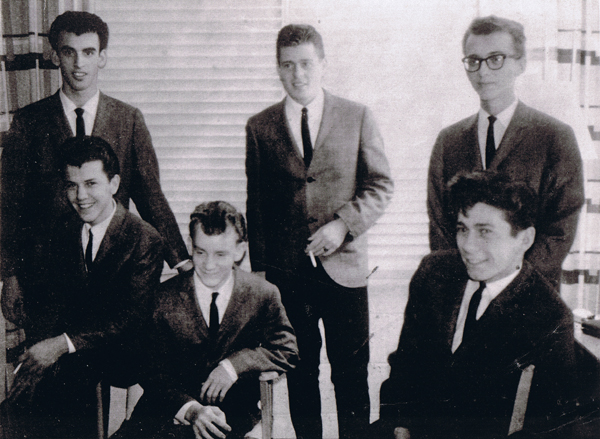
The Rocking Revols in 1958 met links achter Richard Manuel.

Richard Manuel, zoon van een automonteur en een onderwijzeres, zong al jong met zijn drie broers in het kerkkoor en kreeg pianoles vanaf zijn negende. Als vijftienjarige richtte hij met vrienden een bandje op, The Rockin' Revols, waarin hij opviel als een inventief pianist. Als zanger wist hij in zijn stem een "soul" te leggen die sterk deed denken aan zijn idool Ray Charles.
In 1961 werd hij opgemerkt door de rockabillyzanger Ronnie Hawkins, die zo onder de indruk was dat hij hem opnam in zijn begeleidingsgroep The Hawks, waarvan op dat moment Robbie Robertson, Levon Helm, Rick Danko en Jerry Penfound deel uitmaakten. Kort na Manuel kwam ook Garth Hudson erbij. Na twee jaar maakte de groep zich los van Hawkins en ging zelfstandig verder als The Levon Helm Sextet, later (na het vertrek van Jerry Penfound) als Levon and the Hawks, waarbij Manuel de voornaamste vocalist was.
In 1965 vroeg Bob Dylan hen om met hem te gaan optreden. Ze begeleidden zijn overgang van folkrock naar de meer "heavy" rockmuziek en maakten met hem de grote tournee door de Verenigde Staten, Europa en Australië die legendarisch is geworden door de vijandige reacties van een deel van het publiek. Vervolgens woonde de groep, die zich nu The Band noemde, met Dylan in het huis "Big Pink" in West Saugerties, Woodstock, waar de Basement Tapes werden opgenomen. Een van Manuels bijdragen daaraan was de song Orange Juice Blues (Blues for Breakfast), die Mama Cass Elliot in 1968 opnam in haar eerste solo-album Dream a little dream of me.

### The Band

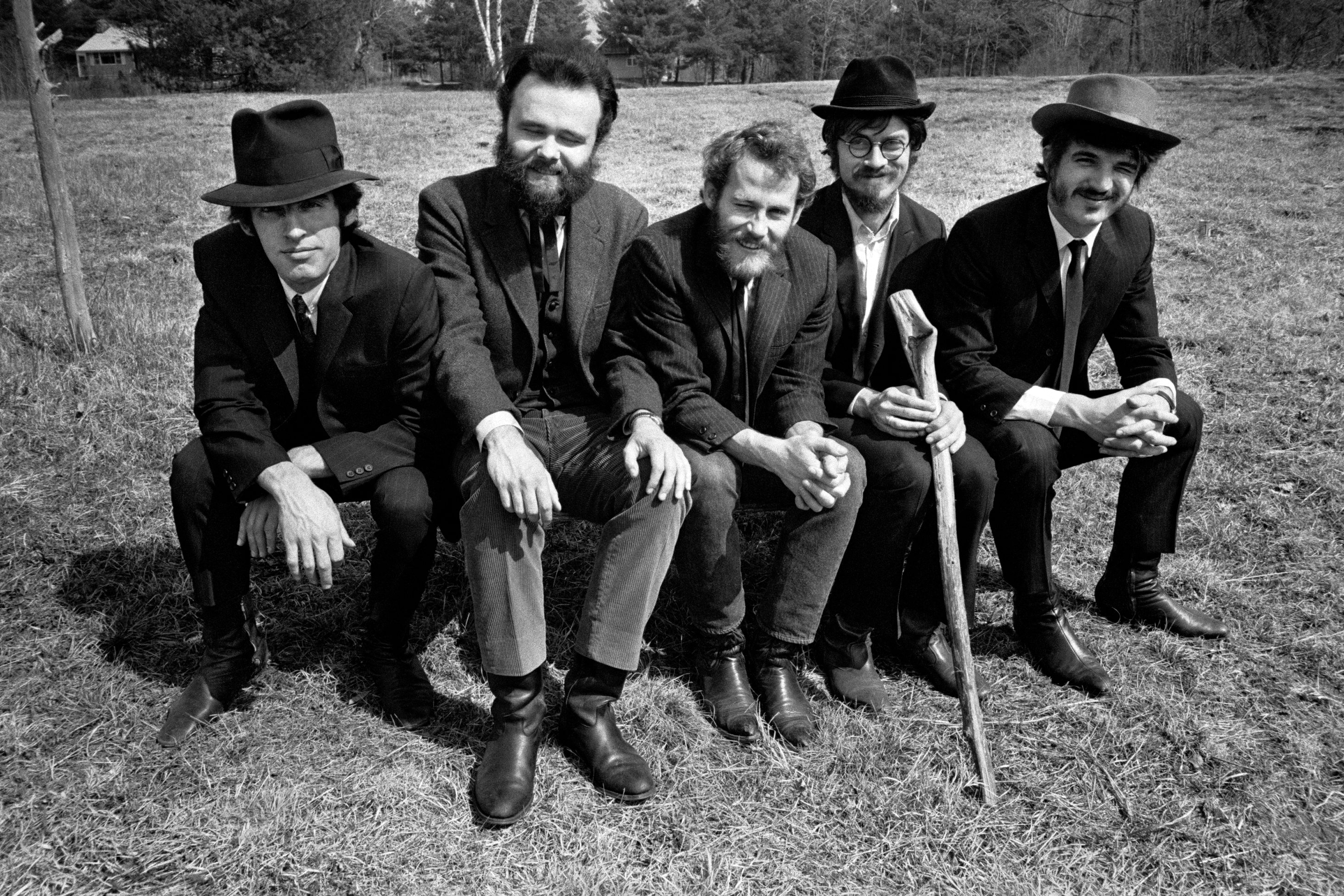
The Band in 1969, v.l.n.r. Richard Manuel, Garth Hudson, Levon Helm, Robbie Robertson, Rick Danko.

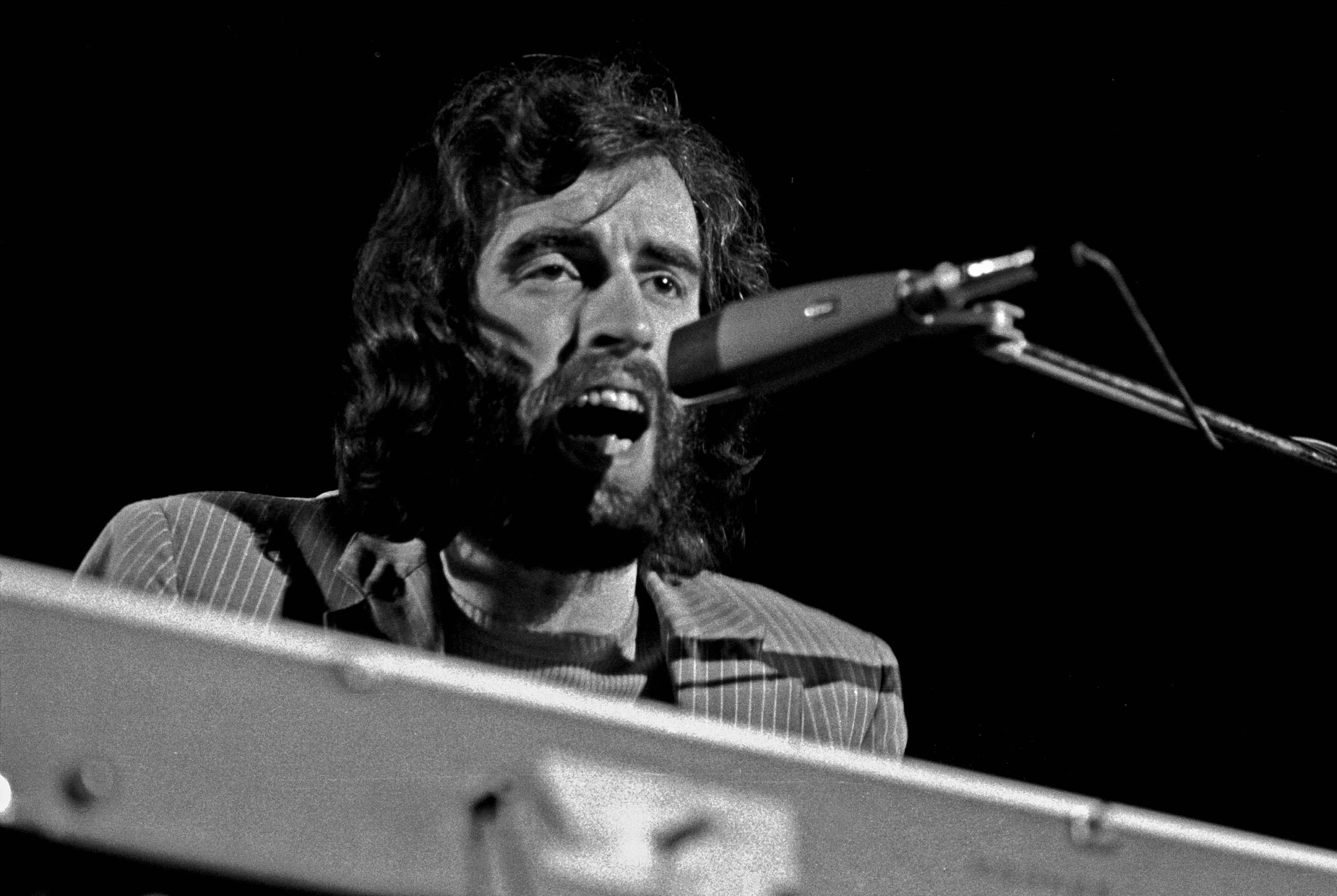
1971

Na Dylans vertrek voelde The Band zich vrij zijn eigen muziek te maken, wat resulteerde in een reeks invloedrijke albums, waarvan vooral Music from Big Pink (1968), The Band (1969), Stage Fright (1970) en Northern Lights - Southern Cross (1974) klassiekers zijn geworden. The Band gold nu als een van de belangrijkste groepen op het Noord-Amerikaanse continent. Richard Manuel's aandeel bestond uit het bespelen van niet alleen de piano, maar zo nodig ook allerlei andere instrumenten zoals drums en keyboards, terwijl zijn karakteristieke zangstem de sfeer van veel nummers bepaalde. In Bob Dylan's I shall be released had hij zich al onderscheiden door zijn falsetto-zang. Hij bleek een zeer wendbaar, maar altijd indringend en emotionerend, geluid te kunnen produceren in klassiek geworden nummers als Tears of Rage (waarvan hij co-auteur was), Lonesome Suzie, We Can Talk (beide door hemzelf gecomponeerd), Whispering Pines, King Harvest (Has Surely Come) en The Shape I'm In.
Als songwriter toonde hij groot talent, maar werd hij al spoedig overvleugeld door Robertson. Levon Helm benadrukte later dat de songs van The Band eerder het resultaat waren van groepswerk dan van één man, maar het is niet uitgesloten dat Manuels afnemende creativiteit op dit gebied beïnvloed werd door zijn drankmisbruik. De eerst zo ingetogen en verlegen zanger-pianist ontwikkelde zich tot een alcoholist die acht flessen Grand Marnier per dag wegwerkte en soms kort voor een concert moest worden ontnuchterd om enigszins coherent te kunnen optreden. Het beïnvloedde de sfeer in The Band, temeer daar ook Rick Danko verslaafd was geraakt aan verdovende middelen. Het was vooral Robertson die te kennen gaf dat hij genoeg had van het rondtrekken met "this alcoholic freakshow". Hij besloot ermee te stoppen en op Thanksgiving 1976 gaf de groep een legendarisch geworden afscheidsconcert in San Francisco dat verfilmd werd door Martin Scorsese onder de titel The Last Waltz.

### Neergang en einde

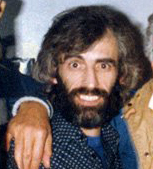
1983

Het was de bedoeling dat elk van de Band-leden eigen albums zou gaan maken, maar in het geval van Manuel is dat nooit van de grond gekomen. Wel wist hij na The Last Waltz enige tijd clean te blijven. Samen met Robbie Robertson en Garth Hudson leverde hij bijdragen aan de soundtracks van enkele Scorsese-films zoals Raging Bull. Ook ging hij weer optreden met Rick Danko en diens broer Terry (ook een vroegere Ronnie Hawkins-begeleider). Samen met de andere ex-Band-leden leverde hij in 1976 een aanzienlijke bijdrage aan het album No reason to Cry van Eric Clapton.
The Band werd door Levon Helm in 1983 opnieuw opgericht, zonder Robertson, maar met enkele nieuwe leden. De groep begon weer te toeren en Manuel speelde daarin een belangrijke rol. Toch wist de groep het oude succes niet terug te vinden, misschien ook doordat de belangrijkste songschrijver, Robertson, niet meer meedeed en er weinig nieuw materiaal van waarde beschikbaar was. Manuel, wiens stem geleden had onder zijn jarenlange drankmisbruik, werd depressief. Hij begon weer te drinken en cocaïne te gebruiken. Op 4 maart 1986 hing hij zich op in zijn hotelkamer in Winter Park, bij Orlando in Florida. Pas de volgende ochtend werd zijn lichaam gevonden, naast een lege fles Grand Marnier.

## Postuum
Richard Manuel is in allerlei songs en instrumentale nummers herdacht:
- Holy Mother (1986) van Eric Clapton
- Everywhere I Go (1986) van The Call
- Fallen Angel (1987) van Robbie Robertson
- Too soon gone (1993) van The Band (in de nieuwe formatie)
- If I Could Give All My Love - or - Richard Manuel Is Dead (2002) van Counting Crows
- Danko / Manuel (2004) van Drive-by Truckers (ook gewijd aan de in 1999 overleden Rick Danko)
- Song for Richard Manuel (2005) van Head of Femur
- The Ghost of Richard Manuel (2008) van Steppin' In It
- Richard Manuel (2012) van Black Prairie
- Richard Sang the Blues (The Ballad Of Richard Manuel) van Peter Morrison
- Portrait of Richard Manuel van Giancarlo Vulcano
- Like that Richard Manuel Song van Fort Shame
- Gut Check (Richard Manuel’s Blues #4) van Maquiladora
- Richard Manuel Blues van Wes Kodama
- The Ghost of Richard Manuel van The Mike + Ruthy Band
- Hail to the King van Avenged Sevenfold

In 2002 kwam een cd uit met opnamen van een soloconcert van Richard Manuel (met bijdragen van Rick Danko en Jim Weider), gemaakt in oktober 1985, met als titel Whispering Pines: Live at the Getaway (Dreamsville Records / Other People's Music). In 2019 volgde het dubbelalbum Live at the Horseman Saloon, 22nd March, 1985 met Rick Danko (Floating World).
De Canadese toneelschrijver Glenn William Grainger schreef over het leven van Richard Manuel het toneelstuk Manuel dat in april en mei 2016 in een theater in London (Ontario) werd opgevoerd.

## Citaten
- "He brought a lot of powers and strengths to the group. He loved to play and just come up with new things. It was like having a force of nature in the band." (Rick Danko)

- "There was something of the holy madman about Richard. He was raw. When he sang in that high falsetto the hair on my neck would stand on end. Not many people can do that." (Eric Clapton)